# Edward Blom
Lars Edward Lucas Blom, född 22 oktober 1970 i Ekerö, är en svensk arkivarie, gastronom, programledare och författare.

## Biografi
Edward Blom studerade från 1989 humaniora vid universiteten i Trier, Stockholm, Uppsala och Freiburg. Han avlade filosofie kandidatexamen 1996 samt arkivarieexamen 1999 vid Stockholms universitet. Han arbetade 1997–2012 på Centrum för Näringslivshistoria, bland annat som chef för särskilda projekt samt chefredaktör för Företagsminnen. Han har därefter ägt och arbetat i bolaget Edward Blom & Co tillsammans med sin hustru Gunilla Kinn med föredrag, böcker, texter och TV- och radioprogram, främst om mat- och dryckeshistoria, dryckesprovningar, konsumentprodukter, videohälsningar m.m.
År 2009 blev Blom känd med serien Mellan skål och vägg med Edward Blom som sändes på TV 8, där han reste runt i Sverige tillsammans med Peter Andersson. De åt, drack och berättade om den svenska kulturhistorien. Samma år sändes serien Edward Bloms gästabud med folklivsforskaren Jan-Öjvind Swahn från en gård i Gladsax på Österlen. År 2010 satt Blom i juryn för TV 3:s matlagningstävling Stjärnkockarna, och sommaren samma år var han programledare i P1:s matlagningsprogram Meny. År 2011 var Blom en av värdarna i matlagningsprogrammet Klockan åtta hos stjärnorna samt återkommande gäst i Breaking News med Filip och Fredrik i Kanal 5.
Han är verksam som skribent och har under perioder regelbundet medverkat i  Dagens Handel, Entreprenör, Katolskt magasin, Tema Arkiv, Fokus, Företagshistoria och Svenska Dagbladet. 2018-2019 var han regelbunden bisittare till Gry Forsell i hennes radioshow Gry Forsell med Vänner på Mix Megapol.
Blom har varit mycket aktiv i föreningslivet: är bl.a. en av grundarna till Verein Corpsstudenten in Schweden, har varit vice ordförande i Katolsk historisk förening i Sverige och är hedersmedlem i flera föreningar. 
Från och med januari 2023 är Blom kolumnist på Svenska Dagbladets ledarsida.
Han blev januari 2024 utsedd av regeringen till styrelseledamot i Spritmuseum.

### Youtube, sociala medier och podcast
Blom är känd på Youtube där hans kanal har över 60 000 prenumeranter. Där lägger han bland annat upp matlagningsvideor och föredrag om 1800-talet. Viralklippet till låten "När man festar, festar man", som bygger på en TV-intervju med Blom, publicerades som ett Youtubeklipp på kanalen "Adam von Friesendorff" med över två miljoner visningar.
Han är även aktiv på flera andra sociala medier, har över 160.000 följare på Instagram och ligger sedan flera år på Top50 på X (f.d. Twitter) enligt Maktbarometern.
Blom driver sedan 2017 podcasten "Edward Bloms smörgåsbord" tillsammans med sin kollega och vän Mats Ryd. Tillsammans bjuder de på berättelser, reseminnen och anekdoter från sina liv som gourmeter. De svarar även på lyssnarfrågor.

### Musik
Till julen 2016 sjöng Blom in singeln "Nu lagar vi julen", som var den nionde mest spelade och delade på Spotify (i hela världen) mellan 2 och 9 december 2016 samt låg etta på Heatseekerlistan 30 december 2016. Ovan nämnda "När man festar, festar man" (2017) gav samma år den släpptes en platina och har idag (2025) över 14 miljoner streamningar på Spotify. 
Blom tävlade i Melodifestivalen 2018 i den första semifinalen med låten "Livet på en pinne" och kom på femte plats i första deltävlingen.

## Videogalleri
- Edward Blom - intervju 1
- Edward Blom - intervju 2

## Utmärkelser och ledamotskap i urval
- 2008: Riddare av den Heliga gravens av Jerusalem riddarorden
- 2011: Hedersledamot vid Södermanlands-Nerikes nation i Uppsala
- 2013: Edward Bloms kokbok Allting gott och alldeles för mycket utses till "Årets överdådare" av Måltidsakademien[10]
- 2014: Hedersmedlem av Centrum för Näringslivshistoria[11]
- 2014: 2:a pris i klassen "Entertaining" med rätt att kalla sig "Best in the world" för boken "Allting gott och alldeles för mycket" i "kokboks-vm" (Gourmand Awards).
- 2015: Kommendör av den Heliga gravens av Jerusalem riddarorden
- 2020: 1:a pris i klassen "Food writing" av Gourmand Awards för Edward Bloms självbiografiska essäsamling I full blom[12]

## TV- och radioprogram i urval
- 2006–2007: Finansnytt i TV8. Ett tiotal inslag där Blom talade näringslivshistoria t.ex. handelshistoria, försäkringsbolag, bryggerier, punsch och julmat.
- 2007: Fredag med Edward, serie korta, direktsända inslag i DI-TV om näringslivs- och mathistoria.
- 2009: Mellan skål och vägg med Edward Blom i TV8. En serie reseprogram i sex delar om svensk historia, samt om mat och dryck med Peter Andersson (journalist).
- 2009: Edward Bloms gästabud i TV 8. Matlagningsprogram med mycket mathistoria, i sex delar, inspelat på Österlen i Skåne tillsammans med etnologen Jan-Öjvind Swahn.
- 2010: Stjärnkockarna i TV 3. Mattävlingsprogram med Blom i juryn tillsammans med Lisa Förare Winbladh, Melker Andersson och Tom Sjöstedt.
- 2010: Meny med Edward Blom i SR P1. En serie matlagningsprogram i åtta delar tillsammans med kocken och konstnären Ellen Westfelt.
- 2011: Klockan åtta hos stjärnorna i TV4. Kändisversionen av Halv åtta hos mig. Blom deltagare och vinnare.
- 2011–2013: Breaking News med Filip och Fredrik i Kanal 5. Blom veckovis återkommande gäst som lagade och provsmakade mat, blandade drinkar och berättade om mat- och dryckeshistoria i alla tre säsongerna.
- 2012: Edward Bloms Stockholm, serie i sex delar på Svenska Dagbladets webb-TV om Stockholms kulturhistoria. Producent Björn Markusson.
- 2012: På jobbet med Edward Blom för Centrum för Näringslivshistoria. Tolv korta, webbfilmer från Bloms vanliga arbete.
- 2012: Mitt liv är ett skämt för Kanal 5. Blom lärdes upp till ståuppartist av Kristoffer Appelqvist och vann mot Johannes Brost[13]
- 2013: Nugammalt med Filip och Fredrik Kanal 5. Edward Blom berättar historia i de flesta av avsnitten av första säsongen och några av andra.
- 2014: EFN, två avsnitt i programserien "Det var då!" om krog- och bryggerinäringen.
- 2016: Sommar i P1,[14] Vinter i P1, Breaking News med Filip och Fredrik (återkommande), Fråga Lund, Hela Sverige bakar, säsong 5 (2016), Skavlan
- 2017: Breaking News med Filip och Fredrik (återkommande), Parneviks, Smartare än en femteklassare, Vem vet bäst?, gäst hos Moraeus med mera.
- 2018: Melodifestivalen i Karlstad, ställde upp med bidraget "Livet på en pinne".
- 2018 – Klassfesten (TV-serie)
- 2019 - Timjan, tupp och tårta
- 2019 - Alla mot alla med Filip och Fredrik
- 2020 – Fullt hus (TV-serie)
- 2021 - Efter fem
- 2022 - Malou möter
- 2022 - Nobelstudion
- 2023 - Min sanning
- 2023 - Vem tror du att du är? (Sverige)
- 2023 -  Uppesittarkväll i SVT
- 2023 - 1 mot Sverige

### Böcker och e-böcker
- Jehanders – 125 år i Stockholmarnas tjänst (1999), tillsammans med Lars Lundqvist
- ICA-historien – i parti och detalj, data-dvd (2003)
- Familjeföreningen Concordia Catholica 1995–2005 – Jubileumsskrift över föreningens senaste decennium med anledning av dess 110-årsjubileum (2005), tillsammans med James Blom
- Den svenska handelns historia (2006)
- Tyskarna som industrialiserade Stockholms bryggerinäring : en studie i till Stockholm invandrade tyska bryggare och bryggeriarbetare under 1800-talets senare hälft, med inriktning på nätverk och personer (2007)
- Handelsbilder – 125 år med Svensk Handel (2008)
- Deutsche, die das Stockholmer Brauereiwesen industrialisierten (2009)
- Ögonblicket – 52 händelser ur Företagsminnen (2012)
- Allting gott och alldeles för mycket (2013) med Gunilla Kinn Blom
- Life is a banquet (2014) (översättning av Allting gott och alldeles för mycket till engelska)
- Och så åt de också (2015) med Robbe Eriksson och Riki Simic.
- Kokkonst för livsnjutare (2015) med Gunilla Kinn Blom
- "Matens historia från A till Ö" (2017) av Jan-Öjvind Swahn, men med 50 nya uppslagsord av Edward Blom
- Mums för minigourmeter och matgladisar (2017) med Gunilla Kinn Blom och Henrietta Anefalk.
- I full blom - mina betraktelser kring viktiga och oviktiga ting (2019)
- Edward Bloms etikettbok - Om konsten att umgås med människor (2022)

### Artiklar i böcker och e-böcker
- Flera artiklar i cd/dvd:erna Söder i våra hjärtan (1998), The Ericsson Files (2001), Gamla Stan under 750 år (2002)
- ”Berömda arkivspex och arkivrevyer” i Tjugo år med Arkivrådet AAS (redaktörer Olle Ebbinghaus & Ulrika Grönquist).
- ”Säljande gudar och livbojar” i Identitet : om varumärken, tecken och symboler (2002)
- "Lifebuoys and Selling Gods" i Identity – trademarks, logotypes and symbols (2002)
- ”Agape”, novell i: Anna Braw (red.) Tillsammansmat (2007)
- ”Stadshotellens historia”, längre historisk sammanställning i Lars Wigert (red.) Rosersagan : om en familj och deras hotell (2012)
- "Smorgasbord Wonderland" i Uncommon Stockholm (2013)
- "Restaurangernas uppkomst och guldålder" i Riksarkivets årsbok "Mat och dryck" (2013)
- "Politisk punsch i England och Sverige"  i Politik på Menyn. Gastronomisk kalender 2014 (2013)
- "Söndag i matens tecken", tillsammans med Gunilla Kinn i Köksalmanack 2015 (2014)
- "Förord" i Anna Carlstedts Julmust – historia, hemligheter, hajp (2015)
- "Logi, punsch och strålande middagar – Hotel Kung Carls och den svenska hotellbranschens historia fram till 1900-talets mitt" i Hotel Kung Carl utgiven till 150-årsjubileet  (2016)
- "Förord" i Ulf Ellerviks Glass för kemister och andra livsnjutare (2017)
- "Köksprylarna som gör oss beroende" i Älskade Prylar - 100år av teknisk innovation (2017)
- "Jag önskar att du ska älska alla!" i Augustin Erbas antologi Till min son (2018)
- "Förord" i Matts och Eva Hildéns Köttälskarens nästan vegetariska kokbok (2019)
- "Förord" i Mattias Svenssons Så roligt ska vi inte ha det (2020)
- "När finserviserna gallrades ut", med Gunilla Kinn, i Radikalism och avantgarde - Sverige 1947-1967 (Redaktörer: Christian Abrahamsson och Torbjörn Elensky. (2022)
- "Gastronomen Edward Blom berättar om bakrus och botgörelse" (2024) i Oskar Ekmans Kokbok för bakfulla : recept, råd & rövarhistorier
- ”Från brun mat till skimrande cocktails” med Gunilla Kinn i Torbjörn Elenskys (red) Individ och kollektivism; Sverige 1968–1988 (2024).

## Diskografi

### Singlar
- 2016 – Nu lagar vi julen
- 2017 – När man festar festar man
- 2018 – Livet på en pinne